# Dieter Schäfer
Dieter Wilhelm Schäfer (auch Dieter Schaefer; * 7. Juli 1927 in Offenbach am Main; † 31. Mai 2021) war ein deutscher Historiker. Er wirkte unter anderem als Hauptgeschäftsführer der Industrie- und Handelskammer Würzburg-Schweinfurt.

## Leben
Dieter Schäfer verbrachte die Jugend und Schulzeit in Darmstadt. 1943 wurde er Luftwaffenhelfer und 1945 zum Kriegseinsatz in Ungarn und Österreich, 5. PD., 1. GD. einberufen. Dabei wurde er leicht verwundet. Nach Flucht vor sowjetischer Kriegsgefangenschaft wurde er kurzzeitig von den US-Truppen interniert. Nach einem Sonderlehrgang für Kriegsteilnehmer machte er das Abitur in Heppenheim und studierte anschließend von 1947 bis 1951 an den Universitäten Mainz, Frankfurt am Main und Würzburg Neuere Geschichte und Staatswissenschaften. 1951 wurde er zum Dr. phil promoviert.
Seit 1951 war er insgesamt 42 Jahre im Dienst der Industrie- und Handelskammer (Aschaffenburg, Hamburg, Bonn, Würzburg). Von 1955 bis 1961 war er in Hamburg Geschäftsführer der Arbeitsgemeinschaft Öffentlichkeitsarbeit und Kammergemeinschaft Ausbildung und Bildung, 1962 bis 1064 Abteilungsleiter bei Deutschen Industrie- und Handelstag. 1965 bis 1993 war Schäfer Hauptgeschäftsführer der IHK Würzburg-Schweinfurt mit Sitz in Würzburg. In diese Amtszeit fällt der Aufbau der IHK-Gemeinschaftslehrwerkstätten, die Einrichtung des Zentrums für Weiterbildung in Würzburg, der Umzug in das neue IHK-Areal in der Zellerau und die Vorbereitung für das neue IHK-Areal in Schweinfurt. 
Er vertrat die Würzburger Handelskammer in mehreren nationalen und internationalen Gremien und war u. a. Vorsitzender DIHT- Informationsausschusses und eines der drei deutschen Mitglieder des BICC, des Handelskammerbüros der Internationalen Handelskammer in Paris. 
Einem breiteren Publikum wurde er durch einige Fernsehfilme, die monatliche Fernsehdiskussion Treffpunkt Freimann (1964–1992, 140-mal) im Bayerischen Fernsehen und durch zahlreiche Vorträge und Publikationen bekannt, dazu über zwanzig Hörbilder, davon die meisten für den NDR und BR. 1959 bis 1962 war er neben seiner Handelskammertätigkeit dem NDR durch einen Beratungsvertrag verbunden. Der Bayerischen Landeszentrale für Neue Medien gehörte er seit ihrer Gründung als Medienrat an und leitete lange Jahre deren Fernsehausschuss. 
Er war Mitherausgeber, bzw. Redaktionsmitglied, mehrerer Zeitschriften wie der Zeitschrift für fortschrittliches Unternehmertum Junge Wirtschaft, Bonn, der Tradition, Zeitschrift für Unternehmensgeschichte, Köln, dem Wirtschaftsdienst des HWWA Hamburg und von Würzburg-Heute. Für das Bundespresseamt war er siebenmal zu Vortragsreisen quer durch USA und Kanada unterwegs.  
An der Universität Würzburg war er Lehrbeauftragter für Wirtschaftsgeographie und seit 1977 Honorarprofessor. Im Vorstand des Universitätsbunds wirkte er als langjähriger Schriftführer.
Schäfer gehörte dem Aufsichtsrat der Preh Werke in Bad Neustadt, der FAG Kugelfischer Schweinfurt KGaA und der Mannesmann Rexroth GmbH Lohr an. 
Nach der Wiedervereinigung übernahm er als Aufsichtsratsvorsitzender der Simson Fahrzeugwerke GmbH Suhl und der Elektrogerätewerk AG Suhl die Mitverantwortung für die Privatisierung der beiden ehemaligen Kombinate und wurde Gründungspate der wiedererrichteten IHK für Südthüringen in Suhl und Gründungsbeauftragter der Suhler Rotary Clubs. Die Rotarier des RC Würzburg wählten ihn zweimal zu ihrem Präsidenten.
Nach seiner Pensionierung beriet er als Senior Experte die IHK Nordmoldavien beim Aufbau der Weiterbildung und bei der Einrichtung eines Gründerzentrums in Baltsi nach Würzburger Muster. 
Im Ruhestand lebte er zurückgezogen in Würzburg und forschte und publizierte als historischer Autor. 
Schäfer war evangelisch, seit 1959 mit Gudrun Schäfer, geborene Cropp, verheiratet und hatte drei Kinder (Kerstin, Sebastian und Konstanze).

## Auszeichnungen
- Bundesrepublik Deutschland: Bundesverdienstkreuz I. Klasse (1985) und Großes Bundesverdienstkreuz (2002)
- Republik Österreich: Großes Silbernes Ehrenzeichen
- Bayern: Bayerischer Verdienstorden (1975), Staatsmedaille für besondere Verdienste der Wirtschaft
- Toskana: Cavaliere del’Ordine di San Giuseppe
- USA: Honory Houstonian, St. Mary’s University, San Antonio Texas, Award of Appreciation, VII US Corps Award Peace through friendship, Lt. Col. der Militia des State of Georgia
- Verdienstmedaille der Universität Würzburg: Bene Merenti in Gold
- Stadt Würzburg: Abdruck des Stadtsiegels in Bronze und Silber
- Bayerischer Rundfunk: Goldene Verdienstmedaille
- IHK Würzburg-Schweinfurt: Goldener Ehrenring
- Deutsche Handelskammer in Österreich: Große Medaille für Verdienste um die Deutsch-Österreichischen Wirtschaftsbeziehungen
- Rotary International: Paul Harris Fellow + 1 Saphir
- Korrespondierendes Mitglied der Akademie für Raumforschung Hannover
- Wahlmitglied Gesellschaft für Fränkische Geschichte
- Ehrenmitglied des Universitätsbunds Würzburg

## Veröffentlichungen
- Prinz Emil von Hessen-Darmstadt in der deutschen Revolution (= Quellen und Forschungen zur hessischen Geschichte. Band 17). Darmstadt 1954.
- Der Deutsche Industrie- und Handelstag in seinen ersten hundert Jahren. Bonn 1962.
- Der Deutsche Industrie- und Handelstag als politisches Forum der Weimarer Republik. HWWA, Hamburg 1966.
- Der Weg der Industrie in Unterfranken. Stürtz, Würzburg 1970.
- Großherzog Ferdinand von Würzburg, Liebhaberdruck Echter, Würzburg 1985
- Ferdinand von Österreich, Großherzog von Würzburg. Styria, Graz/Wien/Köln 1988.
- Aufstieg, Fall und Ruhm des Pankraz von Freyberg. ECORA, Prien 1996.
- Würzburgs Aufbruch in die Moderne. Liebhaberdruck Echter, Würzburg 1997.
- Würzburg, Stadt und Bürger in 175jähriger Geschichte der Städtischen Sparkasse. Stuttgart 1998.
- Freunde und Förderer der Universität Würzburg. 80 Jahre Gesellschaft zur Förderung der Wissenschaften bei der Universität Würzburg. Klett-Cotta, Stuttgart 2001.
- Geschichte Würzburgs. Beck, München 2003.

Sein Schriftenverzeichnis umfasst außer mehr als einem Dutzend Beiträge zu Sammelwerken über 200 weitere Titel.